# San Ignacio de Sabaneta
San Ignacio de Sabaneta – miasto w południowo-zachodniej Dominikanie ośrodek administracyjny prowincji Santiago Rodríguez. Ludność wynosiła 1 grudnia 2010 15 648 .

## Opis
Miasto zostało założone w 1844 roku. Obecnie w miejscowości rozwija przetwórstwo mleka, tytoniu i skór.

## Dzielnice
- La Sabana[2]
- Barrio Alejandro Bueno[3]
- El Tamarindo[4]
- Villa Polín[5]
- Barrio Los Maestros[6]